# Ceresa uruguayensis
Ceresa uruguayensis är en insektsart som beskrevs av Berg. Ceresa uruguayensis ingår i släktet Ceresa och familjen hornstritar. Inga underarter finns listade i Catalogue of Life.